# Callomyia calla
Callomyia calla är en tvåvingeart som beskrevs av Kessel 1949. Callomyia calla ingår i släktet Callomyia och familjen svampflugor.
Artens utbredningsområde är Kalifornien. Inga underarter finns listade i Catalogue of Life.